# Slaget ved Yamen
 Der er for få eller ingen kildehenvisninger i denne artikel, hvilket er et problem. Du kan hjælpe ved at angive troværdige kilder til de påstande, som fremføres i artiklen.

Slaget ved Yamen  (kinesisk: 崖门战役, også kendt som Flådeslaget ved Yabjerget 崖山海战) fandt sted den 19. marts 1279, og betragtes som Song-dynastiets sidste modstand mod Yuan-dynastiet. Selv om Yuan-flåden var væsentlig mindre, formåede den ved taktisk dygtige angreb at tilføje Song-flåden et tilintetgørende nederlag.
Slaget stod ved Yamen i dagens Xinhui i Guangdong-provinsen i Kina.
Dette var et af de største søslag i verdenshistorien.

## Baggrund
I 1276 opgav Song-hoffet hovedstaden Lin'an og flygtede fra de mongolske angribere til Fuzhou. De tog ikke kejser Gong med sig, og han blev derfor taget til fange. Der efter blev modstandskampen centreret omkring to unge prinser, kejser Gongs brødre. Den ældre af dem, Zhao Shi, som var ni år gammel, blev udråbt til ny kejser.
I 1277 indtog mongolerne også Fuzhou, og nu flygtede dynastiet til Quanzhou, hvor Song-generalen Zhang Shijie håbede på at låne både for at kunne fortsætte kampen. Men den muslimske købmand Fu Shougeng nægtede at stille fartøjer til hans rådighed. Derfor konfiskerede Zhang Fus ejendomme og stak med Song-hoffet til søs med de stjålne både. I raseri henrettede Fu dem, som var blevet tilbage af kejserklanen og en del af dens mandariner i Quanzhou, og overgav sig til Yuan. Derved styrkede han mongolernes flådemagt.
Song-hoffet drog fra Quanzhou til Guangdong. Men Zhao Shis kæntrede under en storm på vej ind til Leizhou. Han overlevede, men var blevet syg af medfarten. Kejserhoffet nåede til Mui Wo på øen Lantau, hvor kejser Zhao Shi efter nogen tid døde. Han blev efterfulgt af sin 7-årige lillebror Zhao Bing. Zhang Shijie drog med den nye kejser Bing til Yamen, og forberedte forsvaret mod Yuan-styrkerne der.
I 1278 blev Wen Tianxiang, som havde kæmpet mod Yuan-styrkerne i Guangdong og Jiangxi, taget til fange af Wang Weiyi i Haifeng-området. Dermed var alle Song-styrkerne på landsiden i området blevet sat ud af spillet.

## Slaget
I 1279 angreb Yuan-styrkerne under Zhang Hongfan Song-flåden i bugten ved Yamen. Li Heng, som tidligere havde erobret Guangzhou, forstærkede Zhang Hongfan. Nogen blandt Song-styrkerne mente, at flåden først skulle sikre sig kontrollen over indløbet til bugten, så at de havde sikret sig mulighed for retræte mod øst, men Zhang Shijie var imod dette, idet han frygtede, at nogen af hans egne styrker ville stikke af den vej. Af samme grund beordrede han, at man skulle afbrænde alle paladser, huse og forter på land.
Zhang beordrede, at omkring tusind skibe skulle kædes sammen inde i bugten, og anbragte kejser Bings båd i midten af i sin flåde. Yuan-styrkerne sendte brandskibe ind i Song-formationen, men Song-skibene var forberedte på dette: De var alle blevet indsmurte i flammeresistent mudder. Så blokerede Yuan-styrkerne bugten, mens Yuan-hæren afskar Song-flådens vand- og træforsyninger til lands. Song-soldaterne måtte spise tør mad, og mange drak havvand, og dette førte til udbredt sygdom og kvalme. Zhang Hongfan kidnappede Zhang Shijies nevø og bad tre gange Zhang Shijie om at overgive sig, men forgæves.
Om eftermiddagen den 18. marts forberedte Zhang Hongfan et massivt angreb. Han bestemte sig for ikke at benytte kanoner, da det alt for let ville føre til, at lænkerne mellem Song-skibene blev brudt således, at de enkeltvis for let kunne slippe væk. Næste dag delte Zhang Hongfan sine flådestyrker i fire: en del på hver side af Song-styrkens østlige, nordlige og sydlige sider, mens Hongfan ledede den sidste gruppe omkring en li fra song-styrkerne.
Først angreb nordflanken, men den blev slået tilbage. Yuan-styrken begyndte da at spille festmusik for, at Song-styrkerne skulle tro, at der foregik en banket, og derfor ikke passede så nøje på. Ved middagstid angreb Zhang Hongfan frontalt, med soldater holdt i skjul under store presenninger. Da Zhang Hongfans både nåede frem til Song-flåden, lød stridshornet, og de skjulte soldater strømmede frem. Song-flåden blev overrumplet og mistede hurtigt syv skibe. Zhang Shijie vurderede, at slaget var tabt, udvalgte de bedste af sine soldater og forsøgte at flygte med kejseren med omkring et dusin skibe, som forlod formationen.
Yuan-styrkerne rykkede frem mod kejser Bing. Der indså en minister, Lu Xiufu, at det ikke ville lykkes dem at flygte, så han hoppede i havet med drengen. Begge druknede. Mange mandariner og konkubiner fulgte efter.

## Følger
Songs historie fortæller, at hundrede tusinder af lig flød rundt på overfladen syv dage efter slaget. Det blev sagt, at barnekejserens lig blev fundet nær nutidens Shekou i Shenzhen, men hans grav er endnu ikke blevet fundet.
Zhang Shijie slap levende fra slaget og håbede, at enkekejserinde Yang nu ville udpege en ny Song-kejser. Men efter, at hun hørte om kejser Bings død, begik enkekejserinde Yang også selvmord til søs. Zhang Shijie begravede hende på stranden. Det antages, at Zhang Shijie og hans tilbageværende soldater druknede til søs under den taifun, som rasede kort efter.
Eftersom kejser Bing var den sidste Song-kejser, gik Song-dynastiet under med ham. Yuan-dynastiet under Kublai-khan kontrollerede nu hele Kina.
Mange templer blev senere opførte i området til minde om de tapre Song-soldater; særlig mindet blev Wen Tianxiang, Lu Xiufu og Zhang Shijie. I 1980'erne blev der opført en "mindegrav" til ære for barnekejseren.